# 剛果民主共和國童軍聯盟
剛果民主共和國童軍聯盟（法語：Fédération des Scouts de la République démocratique du Congo, FESCO），為剛果民主共和國的國家童軍活動組織，成立於1924年，分別於1963年與1981年成為世界童軍運動組織的成員。截至2010年，該組織為男女混合，共71,486名成員。

剛果民主共和國童軍聯盟布章

剛果民主共和國政府曾於1967年禁止童軍活動，並於1970年代重新啟動。1981年，薩伊童軍組織（Organisations des Eclaireurs du Zaïre, OEZA）重新回到世界童軍運動組織。1990年，薩伊童軍組織重新改組並更名為薩伊童軍聯盟（Fédération des Scouts du Zaïre, FSZ），直接繼承原薩伊童軍組織的會籍。
剛果民主共和國童軍聯盟共有11個地方性的童軍總會，反映出該國國內的人口結構。2004年，所有該聯盟下的童軍總會曾舉辦大會，為成立一個單一國家童軍總會進行鋪路。

## 進階閱讀
- Samuel Tilman.  (PDF). Revue Belge d'Histoire Contemporaine. 1998, XXVIII (3–4): 363–404  [2008-08-01]. （原始内容 (PDF)存档于2009-03-19） （法语）.